# جزيرة ثعاد (ميدي)

تعديل مصدري - تعديل

جزيرة ثعاد هي إحدى جزر مديرية ميدي التابعة لمحافظة حجة.